# Lake George (Alaska)
Der Lake George ist ein See in den Chugach Mountains im Süden von Alaska, rund 70 km östlich von Anchorage.
Der See besteht bei Niedrigwasser aus drei Teilen. Am Fuß des Lake-George-Gletschers liegt der Upper Lake George, am Fuß des Colony-Gletschers der Inner Lake George und zwischen diesem und dem Knik-Gletscher der Lower Lake George. Bei Hochwasser nach der Schneeschmelze kann sich aus diesen dreien ein zusammenhängender See, der Lake George, bilden.
1967 wurde der See als National Natural Landmark ausgewiesen. Zum Zeitpunkt der Zuerkennung war der Lake George der größte von einem Gletscher aufgestaute See in Nordamerika. Der Knik-Gletscher wuchs im Winter bis zur Flanke des Mount Palmer, blockierte den Abfluss und ließ den Wasserstand ansteigen. Im Sommer brach die Barriere und das Seewasser ergoss sich in einer großen Flutwelle in den Knik River. Die Siedlung Matanuska musste wegen der alljährlichen Überflutung verlegt werden. Seit 1967 kam es wegen der Gletscherschmelze zu keinen weiteren Gletscherläufen mehr.